# Валма
Ва́лма (Вальма, Ангозерка, Ангесьйок, Кам'яниста; рос. Валма, Вальма, Ангозерка, Ангесьйок, Каменистая) — невелика річка на Кольському півострові, протікає територією Оленегорського міського округу та Кольського району Мурманської області, Росія. Належить до басейну річки Кола.
Річка бере початок з невеликого озера, яке розташоване поряд із сусіднім більшим озером Кам'яне басейну озера Пермусозеро, а всі разом розташовані на схід від селища Лапландія. Протікає спочатку на південний схід, потім повертає на північний схід, а ще через 2,5 км — на північний захід. Впадає до затоки Салма озера Пулозеро. До річки впадає декілька дрібних приток.
Течія річки проходить через декілька невеликих озер, однак до неї стікають більші Велике Енгоє та озеро без назви площею 1,04 км². Над річкою не розташовано населених пунктів, прокладено 4 автомобільних мости.